# Carlos Mendes (Fußballspieler)
Carlos Mendes (* 25. Dezember 1980 in Mineola, New York) ist ein US-amerikanischer Fußballspieler. Der Abwehrspieler spielt er für die New York Cosmos in der zweithöchsten nordamerikanischen Spielklasse, der North American Soccer League. Er besitzt zudem auch die portugiesische Nationalität.

## Karriere

### College
Mendes begann seine aktive Karriere als Fußballspieler im Jahre 1998 an der Old Dominion University in Norfolk, Virginia. Für die Fußballmannschaft an der Universität absolvierte er von 1998 bis zu seinem Abgang 2001 insgesamt 72 Spiele und kam dabei auf eine Bilanz von elf erzielten Toren und 25 Vorlagen.

### Long Island Rough Riders
Im Jahre 2002 stieg Mendes in den Profifußball ein und absolvierte erste Einsätze für die Long Island Rough Riders, die zu diesem Zeitpunkt in der drittklassigen USL D3-Pro League aktiv waren. Nach zehn Einsätzen in der regulären Saison wurde er mit der Mannschaft Erster in der Atlantic Conference und gewann am Ende sogar in den Playoffs.

### Rochester Raging Rhinos
2003 folgte der Wechsel in die zweithöchste Spielklasse, die USL A-League, zu den dort ansässigen Rochester Raging Rhinos. Für die Rhinos kam er in den Saisons 2003 und 2004 auf insgesamt 33 Meisterschaftseinsätze sowie auf einen Treffer.

### MetroStars/New York Red Bulls
Kurz vor der Saison 2005 unterschrieb Mendes einen Vertrag bei den MetroStars in der höchsten nordamerikanischen Fußballliga, der Major League Soccer. 2008 schaffte er es mit seinem Team sogar bis in den MLS Cup der Saison 2008, wo man am Ende in einer 3:1-Niederlage an Columbus Crew scheiterte. In dieser Saison wurde Mendes die meiste Zeit als defensiver Mittelfeldspieler eingesetzt.
Am 26. März 2011 absolvierte er als sechster Spieler 10.000 Minuten Spielminuten für New York.
Am 30. November 2011 zogen die Red Bulls nicht die Option, Mendes’ Vertrag um ein Jahr zu verlängern. Daraufhin nahm er am MLS Re-Entry Draft 2011 teil. In der ersten Runde bei diesem Draft wechselte er am 5. Dezember 2011 zur Columbus Crew.

### Columbus Crew
Bei Columbus absolvierte er 12 Spiele und wechselte schon ein Jahr später zu New York Cosmos.

## Trivia
Im Jahre 2005 war Mendes der erste Absolvent der Old Dominion University, der es schaffte, bei einem MLS-Klub unter Vertrag genommen zu werden.

## Erfolge
- Meister der USL D3-Pro League mit den Riders: 2002
- Western Conference Championship: 2008